# Save me (西内まりやの曲)
Save meは、日本の歌手西内まりやの楽曲。本人が作詞作曲に携わっている2015年10月28日に4枚目のシングルとして発売された。

## リリースと背景
西内がドラマ「エンジェル・ハート」のために書き下ろした楽曲。
表題曲の「Save me」は2015年9月30日に、カップリング曲の「Let's start over again」は2015年10月7日に、それぞれ『レコメン!』（文化放送）内「西内まりやMa-Realらじお」において、放送初披露された。さらに表題曲「Save me」は2015年10月25日（24日深夜）に『COUNT DOWN TV』（TBS）にてテレビ音楽番組初披露された。
表題曲の「Save me」は、2015年10月より放送の日本テレビ系列連続ドラマ『エンジェル・ハート』主題歌に使用されている。同曲は“人間愛”というドラマのテーマとリンクさせた、切なくも力強いミディアム・バラードな曲調になっており、歌詞中にはドラマを連想させる様な歌詞が組み込まれている。
また、カップリング曲の「Let's start over again」は福岡マラソン2015（主催：福岡市、糸島市、一般財団法人福岡陸上競技協会）のイメージソングとなっている。
表題曲「Save me」は音楽ダウンロード大手レコチョクのシングルダウンロードランキングで、発売週に週間１位となった。また、iTunesなど他のダウンロード大手でも、大多数が週間2位であった。さらに2015年11月18日発表の有線放送「A-51週間USEN HIT J-POP／洋楽ランキング」および「A-26 週間USEN HIT J-POPランキング」の2チャンネルで1位を獲得した（期間 11月6日～11月12日）。

## イベント
「Save me」発売記念イベント（ミニライブ&握手会）が2015年10月29日に東京の池袋サンシャインシティ、10月31日に大阪の千里セルシー、11月1日に愛知のアスナル金山、11月3日に東京の東京ドームシティ、11月7日に西内の出身地である福岡の福岡市役所前ふれあい広場で開催された。

## 収録トラック
| 全作詞: Mariya Nishiuchi、全編曲: Zen Nishizawa, Yousuke。 |                                          |                  |                                          |      |
| #                                                          | タイトル                                 | 作詞             | 作曲                                     | 時間 |
| 1.                                                         | 「Save me」                              | Mariya Nishiuchi | Mariya Nishiuchi, Zen Nishizawa, Yousuke | 4:07 |
| 2.                                                         | 「Let’s start over again」               | Mariya Nishiuchi | Zen Nishizawa, Yousuke                   | 3:32 |
| 3.                                                         | 「Save me」(Instrumental)                | Mariya Nishiuchi |                                          | 4:07 |
| 4.                                                         | 「Let’s start over again」(Instrumental) | Mariya Nishiuchi |                                          | 3:29 |
| 合計時間:                                                  | 合計時間:                                | 合計時間:        | 15:15                                    |      |

| #  | タイトル                   | 作詞 | 作曲・編曲 | 時間  |
| -- | -------------------------- | ---- | ---------- | ----- |
| 1. | 「Save me -Music Video-」  |      |            | 4:32  |
| 2. | 「Save me -Making Movie-」 |      |            | 13:55 |